# Районы Квебека

Районы Квебека на 1 ноября 2009

1 ноября 2009 года число районов Квебека было сокращено до шести. Ниже приводится список этих районов.
- Ла Сите-Лимуалу;
- Ле Ривьер;
- Сент-Фуа-Сийери-Кап-Руж;
- Шарльбур;
- Бопор;
- Ла От-Сен-Шарль.

## До 1 ноября 2009 года

Района Квебека на 31 октября 2009

Ранее город был разделен на восемь районов.
- Ла Сите;
- Ле Ривьер;
- Сент-Фуа-Сийери;
- Шарльбур;
- Бопор;
- Лимуалу;
- Ла От-Сен-Шарль;
- Лорантьен.